# 软PLC控制技术
软PLC控制技术也称Soft logic和基于PC的控制技术。软PLC采用开放式体系结构，具有良好的网络通讯能力，能够完成比较复杂的控制任务，可以满足和实现当前和今后工业自动化领域控制系统开放性和柔性的要求。

## 组成
软PLC系统由上位机和下位机两部分组成。上位机为一个软件系统，它的主要作用是提供友好的编辑界面和多种编程语言环境，便于使用者在PC机上进行PLC程序的编辑。同时它还能够对下位机的一些状态量进行监控并给下位机发送指令。